# Oblast Donetsk
De oblast Donetsk (Oekraïens: Донецька область; Donets’ka oblast’) is een oblast (een soort provincie) in het oosten van Oekraïne. De hoofdstad en het centrum van de oblast is de gelijknamige stad Donetsk. De oblast staat bekend om zijn stadsuitbreiding van Donetsk-Makijivka en Horlivka-Jenakijeve en wordt vaak geassocieerd met de kolenmijnindustrie. Sinds de Russisch-Oekraïense Oorlog is die stad echter niet meer onder controle van de Oekraïense regering en worden de delen van de oblast die nog wel in handen van de Oekraïense overheid zijn de facto geregeerd vanuit de stad Kramatorsk. Ook in de stad Marioepol bevinden zich veel overheidsinstanties.
Op 12 mei 2014 werd, met Russische militaire hulp, de oblast Donetsk uitgeroepen tot de volksrepubliek Donetsk. Sindsdien wordt er hevig gevochten tussen pro-Russische separatisten en het Oekraïense leger. Meer dan de helft van de totale bevolking van de oblast Donetsk woont in de zelfverklaarde volksrepubliek. Hoewel de rebellen minder dan de helft (8902 km²) van de oblast Donetsk beheersen, hebben ze grote steden zoals de hoofdstad Donetsk, Makijivka en Horlivka in handen.
Op 21 februari 2022 erkende de Russische president Vladimir Poetin de onafhankelijkheid van de volksrepubliek Donetsk. Deze zogenaamde "erkenning" door Rusland diende vooral om de aanwezigheid van Russische troepen te legitimeren tijdens de Russische invasie van Oekraïne die op 24 februari 2022 begon. De meeste landen beschouwen het uitroepen en erkennen van de afsplitsingen van Oekraïne als een schending van het internationaal recht, de territoriale integriteit van een land en de Minsk-akkoorden.
Op 30 september 2022, ruim een halfjaar na het begin van de Russische invasie, trad Donetsk onder Russische bezetting als oblast de-facto toe tot Rusland, na een zwaar omstreden referendum van vijf dagen. Deze annexatie wordt door het grootste deel van de internationale gemeenschap gezien als illegaal.

## Geografie

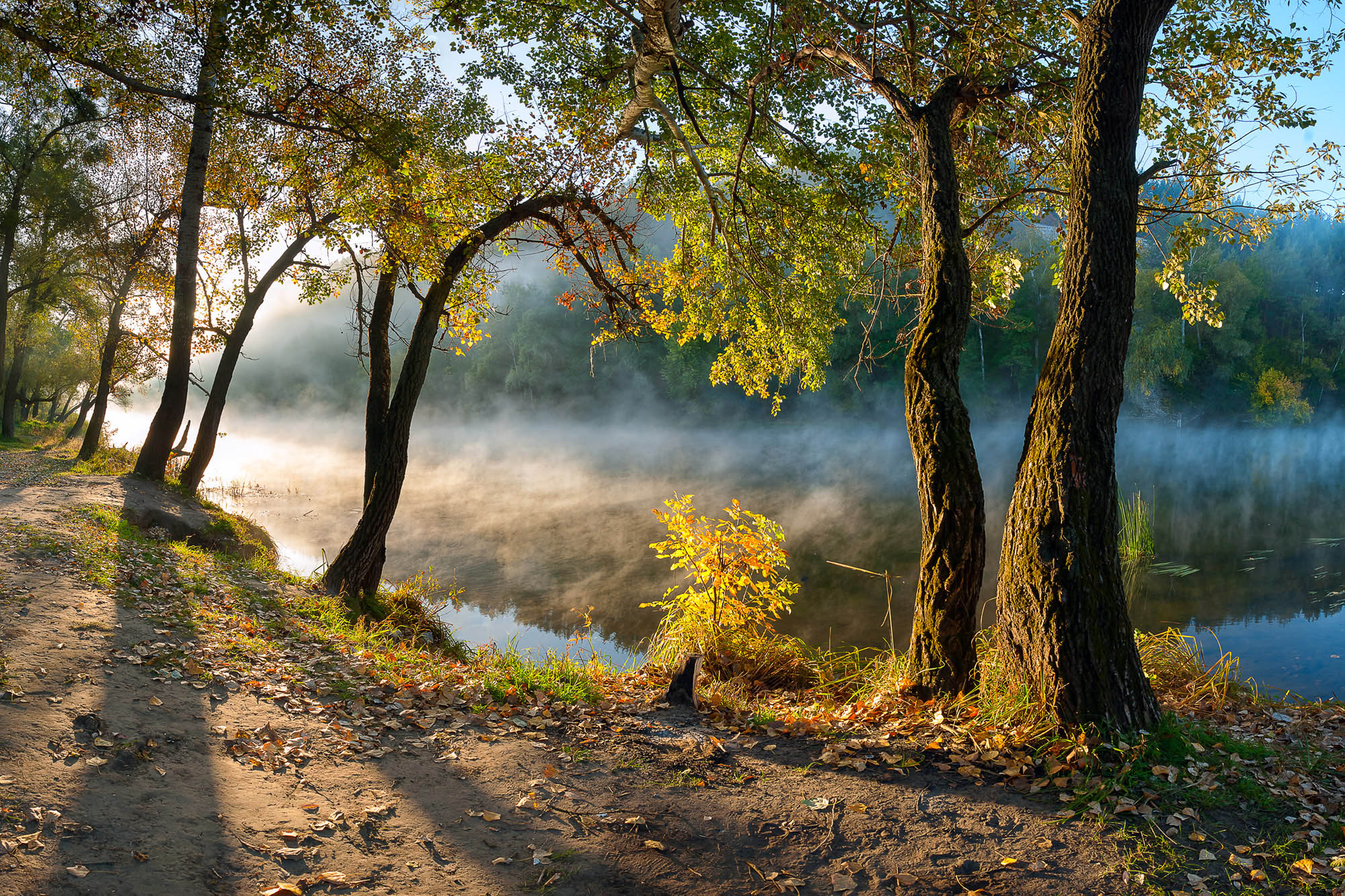
National park "Sviati Hory" (Heilige Bergen)

Oblast Donetsk ligt in het Donetsbekken, in het zuidoosten van Oekraïne, en grenst in het zuidwesten en westen aan de oblast Dnjepropetrovsk en de oblast Zaporizja, in het noordwesten aan de oblast Charkov, in het noordoosten aan de oblast Loehansk (met daarin de volksrepubliek Loegansk), in het zuidoosten aan de oblast Rostov in Rusland, en in het zuiden aan de Zee van Azov. Het reliëf van het gebied is een heuvelachtige vlakte doorsneden door rivierdalen. De gemiddelde hoogte boven zeeniveau is 140 m. Het klimaat is een landklimaat. De winters zijn mild en kort; de zomers zijn heet en lang. De gemiddelde temperatuur in januari is −4 °C, in juli +21 °C. Absoluut minimum −36 °C, maximum +42 °C. De gemiddelde jaarlijkse neerslag varieert van 380 tot 550 mm. Het territorium bevat 4,4% van de gehele oppervlakte van Oekraïne. Het gebied heeft een gunstig klimaat en de ligging is relatief vlak waardoor het goede economische mogelijkheden biedt.

## Religie
De religie binnen de oblast Donetsk is overwegend Russisch-orthodox. Jehovah's getuigen worden op grote schaal gediscrimineerd.
Volgens Razumkov Centre, een in Kiev gevestigde onafhankelijke denktank, was ongeveer 85% van de bevolking christelijk, van wie 69% orthodox en 1% protestants, terwijl 15% van de bevolking uit niet-confessionele christenen bestond. Ongeveer 10% van de bevolking had geen religie, terwijl 5% een andere religie had (of: geen antwoord had gegeven).

## Geschiedenis
Historisch gezien is de oblast Donetsk een belangrijk onderdeel van de Donbas-regio. Tot november 1961 droeg het de naam Stalinoblast, aangezien de stad Donetsk toen "Stalino" heette, ter ere van Jozef Stalin. Als onderdeel van het destalinisatieproces werd het omgedoopt tot Severski Donets, naar de belangrijkste rivier van Oost-Oekraïne.

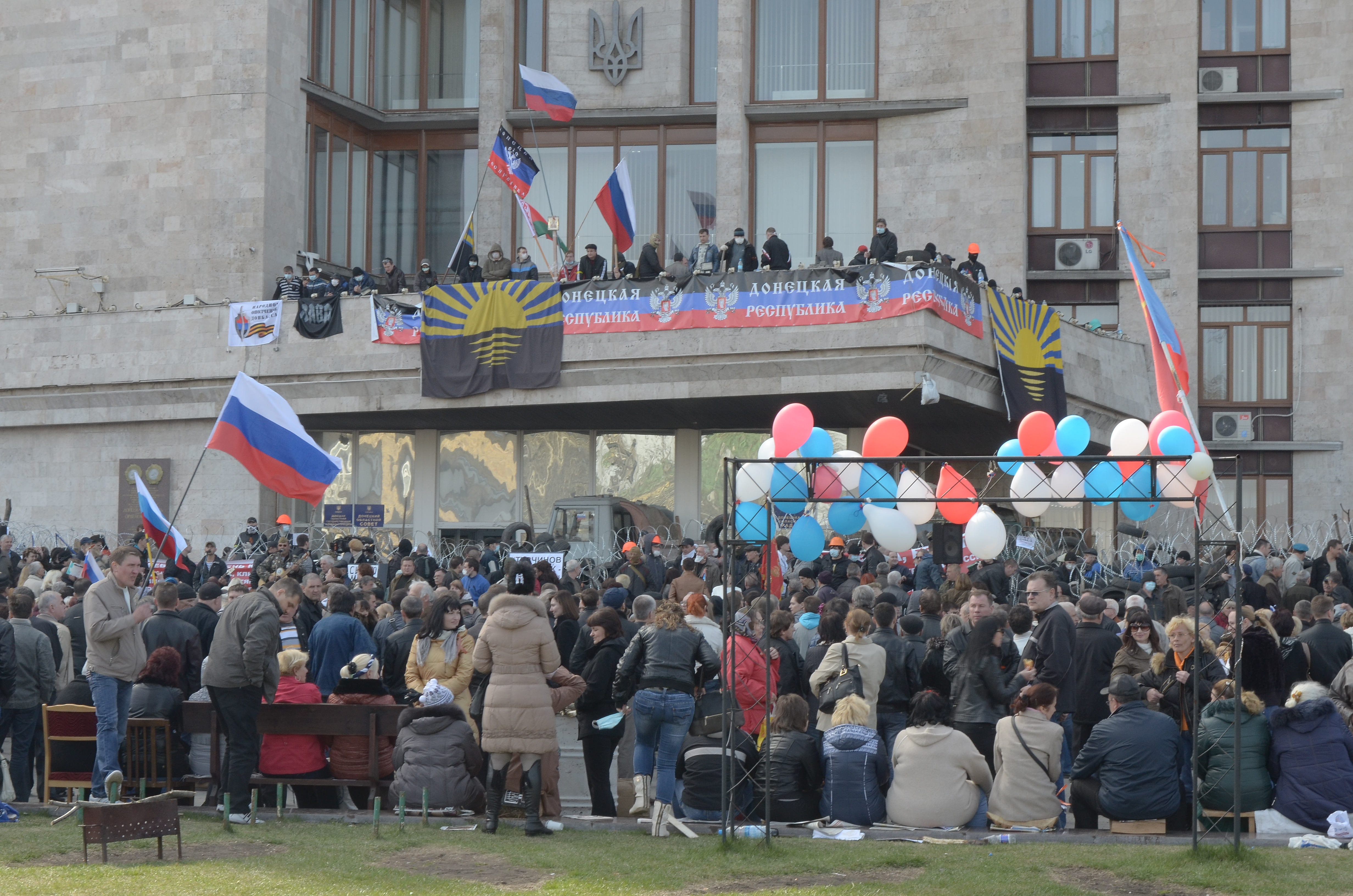
Pro-Russische demonstranten bezetten het regeringsgebouw van Donetsk op 7 april 2014

Door Rusland gesteunde separatisten bezetten op 7 april 2014 in de hoofdstad Donetsk een gebouw van de regionale overheid. In de volgende dagen gebeurde dit ook in andere steden in de oblast Donetsk, waaronder Slovjansk. De eind 2005 opgerichte organisatie Donetskaja Respoeblika riep op 14 april de volksrepubliek Donetsk uit. Op 16 april werd een referendum voorbereid en een Centrale Verkiezingscommissie opgericht.
Op 11 mei was er een referendum over de afsplitsing van de oblast Donetsk van Oekraïne. Onafhankelijke waarnemingen waren tijdens het referendum onmogelijk. De uitslag van het referendum zou volgens de pro-Russische separatisten 89% in het voordeel van afscheiding hebben bedragen. De volgende dag verklaarde de volksrepubliek Donetsk zich onafhankelijk.

## MH17
Boven het dorp Hrabove in de oblast Donetsk stortte op dinsdag 17 juli 2014 rond 16.20 lokale tijd een toestel van Malaysia Airlines met vluchtnummer MH17 neer, op 50 kilometer van de Russische grens. Alle 298 inzittenden kwamen om het leven, van wie 193 de Nederlandse nationaliteit hadden. Op 9 maart 2020 begon het strafproces over deze zaak in Nederland. De strafeis is levenslang.

## Steden

Plattegrond met gebieden onder controle van pro-Russische separatisten

De oblast kent vele steden, die dicht bij elkaar liggen. Belangrijke steden in de oblast Donetsk zijn:
- Donetsk (de jure hoofdstad, nu bezet en niet gecontroleerd door Oekraïne)
- Horlivka (nu bezet en niet gecontroleerd door Oekraïne)
- Kramatorsk (de facto hoofdstad)
- Makijivka (nu bezet en niet gecontroleerd door Oekraïne)
- Marioepol (nu bezet en niet gecontroleerd door Oekraïne)
- Slovjansk
- Jenakijeve (nu bezet en niet gecontroleerd door Oekraïne)
- Tsjystjakove (nu bezet en niet gecontroleerd door Oekraïne)

## Sport en cultuur
De voetbalclub FK Sjachtar Donetsk was de voornaamste voetbalclub van de Donetsk-regio, maar na het uitbreken van de oorlog in Oost-Oekraïne in 2014 verhuisde de club naar Lviv, vervolgens in 2017 naar Charkov en in 2020 naar Kiev. Voetbal was vanouds de grootste sport in de regio, met onder andere clubs als FK Sjachtar Donetsk en Olimpik Donetsk en oud-voetbalclub Metaloerh Donetsk. De ijshockeyclub HK Donbass Donetsk was hier ook gevestigd, deze heeft sinds 2015 haar thuisbasis in Droezjkivka.

## Geboren
- Archip Koeindzji (1842-1910)
- Andrej Zjdanov (1896-1948)
- Aleksandr Ponomarjov (1918-1973), voetballer
- Nikolaj Kapoestin (1937-2020), componist en pianist
- Aleksandr Volkov (1948), Sovjet-Russisch kosmonaut
- Jevgeni Chaldej (1917-1997), Russisch-Joodse fotograaf
- Anatoli Fomenko (1945), Russisch wiskundige
- Anatolij Polivoda (1947), basketbalspeler
- Volodymyr Trosjkin (1947-2020), voetballer en voetbaltrainer
- Natan Sharansky (1948), Russisch-Israëlisch politicus en auteur (oorspronkelijk Anatoli Borisovitsj Sjtsjaranski)
- Viktor Janoekovytsj (1950), premier van Oekraïne en president van Oekraïne (2010-2014)
- Viktor Zvjahintsev (1950), voetballer
- Viktor Tsjanov (1950), voetballer
- Michajlo Sokolovskyj (1951) voetballer en trainer
- Joeri Oesatsjov (1957), Russisch kosmonaut
- Oleksandr Sydorenko (1960-2022) zwemmer won Olympisch goud op de 400m wisselslag in 1980
- Rinat Achmetov (1966), zakenman
- Vitaliy Parakhnevych (1969), Tadzjieks voetballer
- Viktor Zyemtsev (1973), atleet
- Bohdan Bondarjev (1974), wielrenner
- Serhij Rebrov (1974), voetballer
- Antonina Jefremova (1981), atlete
- Joelija Bejhelzymer (1983), tennisspeelster
- Olha Saladoecha (1983), atlete
- Roeslan Ponomarjov (1983), schaker
- Sergej Boebka (1987), tennisser
- Olha Savtsjoek (1987), tennisspeelster
- Oleksandr Martynenko (1989), wielrenner
- Olena Pavlukhina (1989), wielrenster
- Dani Schahin (1989), Duits voetballer
- Julia Glushko (1990), Israëlisch tennisspeelster
- Maksym Malysjev (1992), voetballer
- Mykyta Sjevtsjenko (1993), voetballer
- Oleksandr Zoebkov (1996), voetballer
- Mark Padoen (1996), wielrenner
- Mykola Sjaparenko (4 oktober 1998), voetballer
- Anatolij Troebin (2001), voetballer
- Nikita Vlasenko (2001), Zwitsers-Oekraïens voetballer